# Tel Jicchak
Tel Jicchak (hebr. תל יצחק) – kibuc położony w samorządzie regionu Chof ha-Szaron, w Dystrykcie Centralnym, w Izraelu.
Leży na równinie Szaron, w otoczeniu miasteczek Ewen Jehuda i Tel Mond, kibucu Jakum, moszawów Bet Jehoszua, Cherut i Bene Cijjon, oraz wioski Charucim.

## Historia
Kibuc został założony w 1938 przez żydowskich imigrantów z Polski i Galicji. Nazwany na cześć Jicchaka Steigera, jednego z przywódców syjonistycznego ruchu Ha-No'ar ha-Cijjoni w Galicji.

## Edukacja
Przy kibucu działa szkoła Newe Hadassa, przy której jest zespół internatów tworzących wioskę młodzieżową.

## Kultura i sport
W kibucu jest Muzeum Massuah, w którym działa Instytut Studiów nad Holocaustem Massuah.
Znajduje się tutaj także ośrodek kultury, boisko do piłki nożnej oraz basen pływacki.

## Gospodarka
Gospodarka kibucu opiera się na rolnictwie i sadownictwie.

## Komunikacja
Z kibucu w kierunku północnym wychodzi lokalna droga, którą dojeżdża się do drogi nr 553 . Można nią jechać na wschód do miasteczka Ewen Jehuda i drogi ekspresowej nr 4  (Erez-Kefar Rosz ha-Nikra), lub na zachód do moszawu Bet Jehoszua i dalej do miasta Netanja oraz autostrady nr 2  (Tel Awiw-Hajfa).